# Sven Wasteson
Sven Alfred Fredrik Wasteson, född den 30 september 1911 i Askeby församling, Östergötlands län, död den 26 juni 2000 i Linköping, var en svensk ämbetsman.
Wasteson avlade studentexamen vid Linköpings högre allmänna läroverk 1931 och juris kandidatexamen vid Uppsala universitet 1936. Han genomförde tingstjänstgöring i Linköpings domsaga 1936–1939. Wasteson blev extra länsbokhållare i Östergötlands län 1939, extra ordinarie 1942, extra ordinarie taxeringsinspektör 1944, förste länsbokhållare 1946, biträdande taxeringsintendent där 1952 och taxeringsintendent i Älvsborgs län 1955. Han var landskamrerare i Västernorrlands län 1961–1971 och länsråd där 1971–1976. Wasteson tjänstgjorde i Finansdepartementets rättsavdelning samt bevillningsutskottet 1956, var ledamot av Riksskattenämnden 1959–1961 samt ordförande i Föreningen Sveriges taxeringsintendenter 1959–1960 och i Förvaltningslänsrådens förening 1972–1976. Han publicerade uppsatser i facktidskrifter. Wasteson blev riddare av Nordstjärneorden 1959 och kommendör av samma orden 1967. Han vilar på Askeby kyrkogård.